# Horst Linn
Horst Linn (* 14. Juni 1936 in Friedrichsthal, Saar; † 30. März 2025 in Dortmund) war ein deutscher Bildhauer, Zeichner und Kunstpädagoge.

## Biographisches
Nach dem Besuch des Staatlichen Realgymnasiums in Neunkirchen (Saar), an dem er 1956 sein Abitur ablegte, studierte Horst Linn am Hochschulinstitut für Kunst- und Werkerziehung der Staatlichen Schule für Kunst und Handwerk bzw. der Werkkunstschule Saarbrücken bei Peter Raacke, Oskar Holweck, Boris Kleint und Karl Lorenz Kunz sowie an der Universität Saarbrücken bei Josef Adolf Schmoll genannt Eisenwerth (Kunstgeschichte) und Hermann Krings (Philosophie). Nach dem Abschluss seiner künstlerischen und philosophischen Studien im Jahre 1963 war er zunächst als Kunsterzieher im Saarland tätig. 1976 erhielt er einen Ruf als Professor für Bildhauerei an die Fachhochschule Dortmund, ein Amt, das er bis zum Jahre 2001 ausübte. Seine plastischen und zeichnerischen Werke, die der Konkreten Kunst zuzurechnen sind, wurden seit Anfang der sechziger Jahre in zahlreichen Einzel- und Gruppenausstellungen auf nationaler und internationaler Ebene vorgestellt. Horst Linns letzter Großauftrag entstand im Jahre 2006 für seine Geburtsstadt Friedrichsthal, ein monumentales, symbolhaftes Stahl-Glas-Tor in Erinnerung an eine vergangene Industriekultur.